# Ingküla
Ingküla – wieś w Estonii, w prowincji Lääne, w gminie Oru.